# Boedapestgambiet
Het boedapestgambiet is in de opening van een schaakpartij een variant in de halfgesloten spelen. Het gambiet valt onder ECO-code A52, en het begint met de zetten
1. d4 Pf6
2. c4 e5

De oudst bekende partij met dit gambiet was tussen Adler en Maróczy welke werd gespeeld in Boedapest in 1896.